# Phaedimus boudanti
Phaedimus boudanti är en skalbaggsart som beskrevs av Arnaud 2000. Phaedimus boudanti ingår i släktet Phaedimus och familjen Cetoniidae. Inga underarter finns listade i Catalogue of Life.